# 박성호 (1983년)
박성호(1983년 ~ )는 대한민국의 소설가이다. 서울에서 출생하였으며, 현재 '일필휘지' 소속이다. 아이리스로 데뷔하였으며, 저작으로 아이리스1, 2부(총 30권) 샷 오브 데스티니(총 5권), 판듀라스(총 5권), 이지스(총 15권), 신디케이트(총 6권), 미래를 보는 투자자(총 24권)가 있다.